# Исагогика
Исагогика (др.-греч. εἰσαγωγή — введение, вступление) — раздел библеистики, предметом которого являются исторические источники религиозных текстов в авторском, культурном, хронологическом и других аспектах. Сюда же относят библейскую критику.

## История
До середины XVI в. доминировал исключительно богословский анализ Библии, выделяя по характеру источников только апокрифы. Современные библеисты предпочитают выделять текстологию в отдельное направление работы, при этом оставшаяся часть исагогики получает название «библейское богословие».